# Sergio Pizzorno
Sergio Lorenzo "Serge" Pizzorno (15 de Dezembro de 1980, Newton Abbot, Devon) é um guitarrista, produtor musical e compositor britânico, mais conhecido por seu trabalho com a banda de rock Kasabian. Tornou-se compositor principal do Kasabian desde a saída de Christopher Karloff. Ele também é membro do Loose Tapestries ao lado de Noel Fielding e Tim Carter para produzir músicas para a série de TV, Noel Fielding's Luxury Comedy.

## Biografia
Seu avô emigrou de Gênova para a Inglaterra e, então, estabeleu-se em Leicester. Apesar de ter nascido em Newton Abbot, Devon, sudoeste da Inglaterra, Sergio cresceu e passou toda sua vida em Leicester. Sua adolescência girava em torno do seu desejo de se tornar um jogador de futebol e preferencialmente do clube Leicester City. O mais próximo que ele conseguiu realizar naquela época foi passar algum tempo jogando pelo Nottingham Forest. Mesmo mais tarde se tornando músico, ele já disputou jogos pela The Sun’s Soccer Six (montado pelo jornal The Sun) e pelas partidas beneficentes “Tsunami Soccer Aid" (Liverpool Legends XI vs Celebrity XI) em 2005 e Soccer Aid 2012 (England vs The Rest of the World) em prol da Unicef. Neste último, Sergio marcou o primeiro gol da partida por cobertura em cima do ex-goleiro David Seaman e ganhou o prêmio de 'Homem do jogo'.

### Outros trabalhos
Em 2006 a faixa 'The Tiger' foi lançada no álbum The Outsider do DJ norte-americano, DJ Shadow. Sergio e Chris Karloff contribuíram com vocais e guitarras para a música.
O álbum Beyond Ugly da banda Malachai também tem participação de Sergio na canção 'The Love'. Ele contribuiu com sintetizadores, guitarra e baixo.

## Equipamentos
A guitarra mais marcante escolhida por Sergio é uma Rickenbacker 481 vermelha, que ele usou em quase todos os vídeo clipes do Kasabian (exceto Switchblade Smiles), e em quase todas as performances ao vivo. Ele também costuma usar uma rara guitarra clássica Fender Coronado II de 1966, vermelha com escudo dourado, notável nas performances ao vivo de ‘Where Did All the Love Go?’ e ‘Underdog’. Para 'bumblebeee' ao vivo, optou por tocar com uma Fender Kurt Cobain Jaguar. Lembrando que nas turnês Velociraptor! e 48:13, o guitarrista trocou a maioria dos modelos citados por modelos iguais na cor preta.

## Discografia
Com o Kasabian:
- Kasabian (2004) – Guitarra, vocais, sintetizadores
- Empire (2006) – Guitarra, vocais, produção
- West Ryder Pauper Lunatic Asylum (2009) – Guitarra, vocais, produção
- Velociraptor! (2011) – Guitarra, vocais, sintetizadores, baixo, produção
- 48:13 (2014) – Guitarra, vocais, sintetizadores, baixo, piano, bateria programada, produção
- For Crying Out Loud (2017)
- The Alchemist's Euphoria (2022)
- Happenings (2024)

Com o Loose Tapestries:
- Loose Tapestries Presents the Luxury Comedy Tapes (2012) - Produção, vários instrumentos